# 고구마

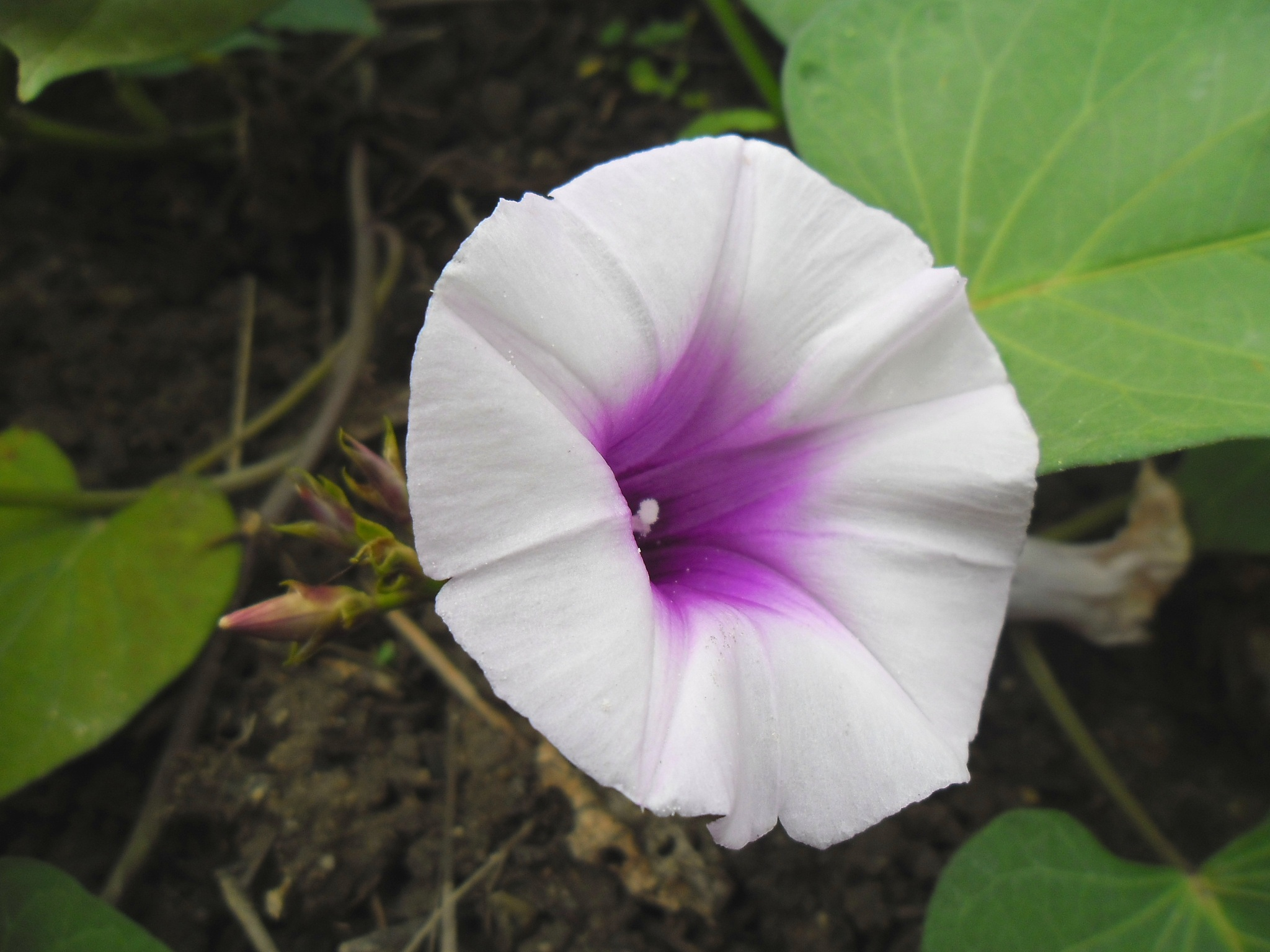
중화민국의 고구마 꽃.

고구마(학명: Ipomoea batatas)는 메꽃과의 여러해살이 뿌리채소로, 녹말이 많고 단맛이 나는 혹줄기를 가진 재배용 작물이다. 꽃은 나팔꽃과 유사하며, 씨앗으로도 번식하나 영양뿌리를 얻기 위해 경작할 때에는 씨앗으로 경작하지 않는다. 영어로는 "스위트 포테이토"(영어: sweet potato)로 표기한다.
감자는 뿌리가 아니라 줄기를 먹는 반면에 고구마는 먹는 부분이 뿌리이다. 고구마는 뿌리에 영양분이 축적되어 둥그렇게 크기가 커지며 이런 종류의 뿌리를 덩이뿌리라고 부른다. 식이섬유가 많고 알라핀이라는 성분이 장운동을 촉진시켜 변비와 다이어트에 좋다. 그밖에도 비타민, 철분 등이 풍부하다.
원산지는 멕시코와 중남미 지역으로 16세기 초반 대항해시대에 콜럼버스에 의해 유럽으로 전달된 대표적인 구황작물이다. 16세기 후반에 스페인에 의해 필리핀으로 전해진후 아시아 각국으로 전파되었다. 한국은 일본으로부터 도입하여 18세기 후반부터 재배하기 시작했다.

## 명칭
고구마를 맛본 최초의 유럽인은 1492년에 남미에 도착한 콜럼버스의 탐험대원들이었다. 이들 탐험가들은 중미와 남미 여러지역에서 다양한 고구마 품종을 발견했지만, 아메리카 원주민들은 고구마를 대체적으로 바타타(batata) 혹은 타이노(Taino)라고 불렀다. 스페인 사람들은 이것을 스페인어로 감자를 뜻하는 파파(papa)와 케추아 말을 결합하여 파타타(patata)라는 새로운 단어를 만들었다.
아르헨티나, 콜롬비아, 베네수엘라, 푸에르토리코, 브라질, 그리고 도미니카 공화국에서는 고구마를 바타타(batata)라고 한다. 멕시코, 볼리비아, 페루, 칠레, 중앙아메리카에서는 나우아틀(Nahuatl) 말의 카모틀리(camotli)에서 유래한 카모테(Camote)라고 부른다. 필리핀 타갈로그(Tagalog)어로는 카모테(Camote)라고 하는데, 이는 고구마를 멕시코에서 직접 전래받은 것에 따른 영향때문이다.

## 기원과 전래

### 원산지
고구마 기원의 중심지는 멕시코와 콜롬비아 등 중앙아메리카와 남아메리카인 것으로 알려져있다. 중앙아메리카에서 고구마는 적어도 5,000년 전부터 재배되기 시작했다. 남아메리카에서는 페루의 고구마 잔존물이 기원전 8,000년부터 있었던 것으로 본다. 아스텍, 마야, 잉카 문명의 사람들이 주로 재배했으며 품종도 개량했다. 그러다가 1493년 콜럼버스가 카리브해 히스파니올라섬에서 유럽으로 처음 가져와서, 점차 다른 대륙으로 퍼져나갔다. 고구마는 대항해시대의 산물로 일명 '콜럼버스의 교환'에 의해 신대륙에서 구대륙으로 유입된 새로운 작물이다. 이것이 16세기 후반 스페인에 의해 아시아에 전달되었고, 이후 점차 전 세계로 보급되면서 감자, 옥수수와 함께 대표적인 구황작물이 되었다.

### 아시아
스페인 왕 카를로스 1세의 후원을 받은 마젤란 탐험대가 태평양을 횡단하여 1521년 필리핀에 도착하였다. 탐험대는 이듬해 스페인에 귀국하며 최초로 세계일주에 성공하였으나 탐험대장인 마젤란이 필리핀 막탄섬에서 전투중에 사망하고 말았다. 이 사건으로 인해 스페인이 필리핀에 관심을 가지던중에, 스페인의 펠리페 2세는 1564년에 필리핀을 식민지로 삼기 위해 원정대를 파견하였다. 멕시코에 머물던 레가스피(1502~1572)가 원정대를 이끌고 태평양을 횡단하여 필리핀 정복전을 시작하였고, 1571년에 필리핀을 식민지화 하는데 성공하였다. 이 과정중에 고구마가 멕시코에서 직접 아시아에 처음으로 전해졌다.

### 중국

중국 푸젠성

스페인의 필리핀 점령으로 마닐라는 중국과 무역을 하는 중심도시가 되었고 중국인 거류지가 생길 정도로 중국과의 교역이 활발해졌다. 이 시기에 중국 푸젠성(福建省) 출신의 진진룡이 필리핀 루손섬에서 씨고구마를 몰래 반출하여 1594년에 귀국함으로 중국에서 고구마 재배가 시작되었다. 곧 고구마는 맛이 좋고 재배가 간편한 장점 때문에 단기간에 널리 퍼지며 재배되었다. 1608년에 푸젠성에서 씨고구마를 들여와 재배법을 연구했던 명나라의 서광계(1562~1633)는 《농정전서》에 고구마에 대해 자세히 기록해놓았다. 고구마를 홍저(紅著), 첨저(甛著), 주저(朱著)라고 했으며 외국에서 들어왔다는 뜻을 가진 번저(番著)라고도 표기했다. 또한 그는 고구마는 가장 좋은 구황작물이라면서 사람들에게 재배하도록 장려하였다.

### 일본

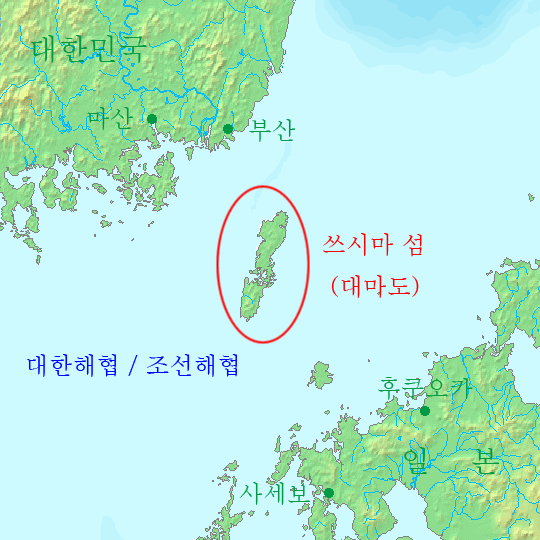
쓰시마 섬 (대마도)

1605년, 현 오키나와섬에 있던 류큐왕국의 노쿠니 총관이 중국으로부터 고구마(サツマイモ, 薩摩芋)를 들여와 류큐에 재배를 함으로 일본의 고구마 재배역사가 시작되었다. 류큐에서는 고구마를 중국에서 전래되었다는 뜻을 붙인 가라이모(からいも, 唐芋)라 불렀으며 고구마는 곧 류큐왕국 전역에서 재배되어 주요 식량자원이 되었다. 노구니 총관이 죽자 그의 공적을 기려 '고구마 태자'라고 불렀으며 류큐 왕실에서는 그의 후손들에게 사무라이 신분을 부여하였다.
1609년 에도 막부에 의해 류큐왕국이 점령된후, 1615년에 쓰가와라는 사람이 오키나와 섬에서 고구마를 들여와 사쓰마 번에 심기 시작했다. 혼슈 지역은 1731년부터 고구마를 재배하기 시작하였다. 1732년에 교호 대기근이 발생했는데, 많은 사람들이 고구마를 먹으며 굶주림을 버티고 목숨을 건질수 있었다. 대기근이후 대마도에서는 고구마 덕분에 부모의 생명을 건질 수 있었다고 하여 고구마를 효자 고구마라는 뜻을 가진 고우시아사(こうしあさ, 孝子麻)라 부르기도 했다. 대기근이후 고구마는 구황작물로 일본 전역에 빠르게 퍼져나가며 본격적으로 재배하기에 이르렀다. 일본에서는 고구마를 사쓰마 지방의 이름을 따 ‘사쓰마이모(サツマイモ, 薩摩芋, 甘藷)’라고도 한다.

## 한국

### 어원

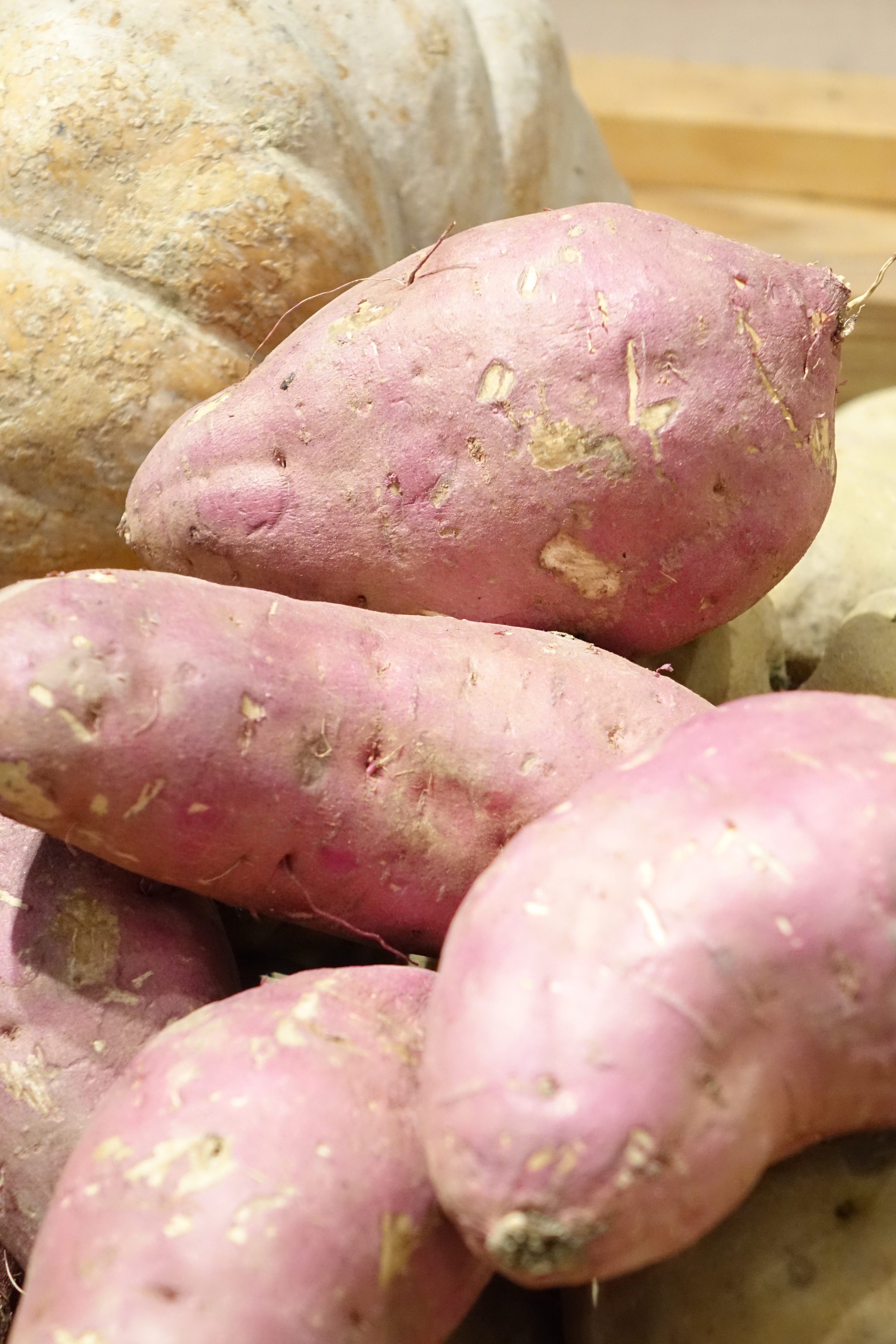
한국산 고구마

고구마는 조선 초기 본초강목과 같은 중국 문헌에 통해 감저(甘藷)로 알려져 있었다. ‘고구마’라는 이름은 일본어에서 음차한 것으로 보인다. 고구마 전래 기록은 조엄의 《해사일기》를 근거로 하고 있다. 1764년 6월 18일의 일기에 "작년에 고구마를 부산으로 보냈다"고 적혀있다. 1763년에 조엄이 조선 통신사로 일본에 건너가 지내면서 쓴 해사일기(1763~1764)에 또다른 기록을 보면 ‘이름은 감저라 하는데 孝子麻(효자마, こうしま)라고도 하며 일본 발음은 고귀위마(高貴爲麻)이다'라고 쓰여져 있다. 이는 대마도 방언을 기록한 것으로, 지금도 쓰시마 지방에서는 고구마를 고코이모(孝行芋, こうこいも)라 부른다. 한글 기록으로는 유희의 《물명고》(1824년)에 고금아라고 되어있다.
19세기 초 청나라에서 들어온 감자를 '북방에서 온 감저'라는 뜻의 북감저(北甘藷)라고 부르면서 감자와 고구마의 이름은 서로 혼용되었다. 고구마는 감저(甘藷), 감서(甘薯), 남감저(南甘藷), 단감자, 참감자 등으로 불렸다. 김동인의 소설 《감자》(1925)에서 말하는 ‘감자’는 고구마를 부르는 말이었다. 현재도 제주도에서는 고구마를 ‘감저’라고 부르고, 감자는 ‘지슬’(地實, 지실)이라고 부른다. 전라도, 충청도 등 양호(兩湖) 지방에서는 고구마를 '무수감자'(무 감자)나 '진감자'라고도 부른다.

### 전래
고구마 재배법을 기록한 서경창의 《종저방》(種藷方, 1813)에 따르면 늦어도 광해군 때 고구마를 들여왔으며 1633년(인조 11년) 비변사에서 고구마를 보급하려 했다는 기록이 있다. 조선에서 고구마 재배를 본격적으로 시작한 것은 18세기 후반부터이다. 1763년 영조때 일본에 통신사로 다녀온 조엄(趙曮)이 대마도(對馬島)에서 고구마를 가져와 동래(현 부산)에 심게 했는데, 월동방법을 자세히 몰라 모두 얼어 죽었다. 1764년 동래부사로 부임한 강필리가 이 사실을 듣고 대마도 사람에게서 다시 종근(種根)을 구하여 동래와 절영도(부산 영도)에 심게 하고 그 재배법을 기록한 《감저보》(甘藷譜)라는 한국 최초의 고구마 전문서를 발간했다.

### 보급
유중림·박제가·서호수·김장순·선종한·서경창·서유구 등 많은 사람이 고구마 재배를 주장했고, 이에 관한 저서도 남겼다. 유중림은 문헌적으로 연구를 하였고, 박제가는 국가에 대해 재배를 권장할 것을 주장하였으며, 실제로 국가에서도 고구마재배를 장려하였다. 김장순은 남쪽 해안지방에서 고구마를 먹어보고 구황작물로 적합함을 깨닫게 되어 전국적으로 보급시킬 방법을 연구했다.
전라남도 보성에서 수년간 재배를 연구한 선종한을 만나게 되어 함께 서울에서 시험재배를 하였다. 이 재배시험이 성공하여 남부지방에서만 재배되던 것이 서울지방까지 확대되었다. 이에 관한 연구결과가 『감저신보』이다. 서유구는 1834년 『종저보(種藷譜)』를 저술, 간행하는 한편, 호남지방의 보급에 힘썼다. 서경창은 재배기술을 연구하여 북쪽지방의 백성들도 고구마의 혜택을 입을 수 있도록 하자고 주장하였다.
고구마는 처음에는 구황작물로 도입하려고 했으나 실제로는 상품작물이 되면서 종자가 비싸졌고 19세기에 도입된 감자에 비해 재배가 까다로워 20세기 초가 될 때까지는 널리 보급되지 않았다.

## 외관
고구마의 모양은 긴 방추형에서 구형까지 여러 가지가 있고, 빛깔도 백색·황색·담홍색·적색·담자색으로 다양하다.

### 꽃
꽃은 잎겨드랑이에서 나온 꽃자루에 몇 개씩 묻고 담홍색의 나팔꽃 모양으로 핀다. 구형의 삭과에는 2~4개의 흑갈색 종자가 여문다.

## 특징

### 영양
고구마는 탄수화물이 많은 식품으로 주식으로도 쓰인다. 그밖에도 지방과 단백질, 비타민C, 비타민E, 칼륨, 티아민, 철분 등이 풍부하게 들어있다. 섬유질이 풍부하여 다이어트에 효과적이며 변비 예방에도 도움을 준다. 베타카로틴과 강글리오사이드 성분은 항암작용을 해 폐암 발병률을 낮추는 데 도움을 준다.
칼륨이 많은데, 칼륨은 몸 속에 있는 나트륨을 밖으로 배출시켜 혈압을 낮추는 작용을 하며 고혈압 예방에 좋다. 또한 다양한 비타민의 작용으로 노화 방지 및 피부 미용에도 효과가 있다. 특히, 고구마에 들어 있는 비타민 C는 다른 식품의 비타민 C와는 달리 익혀 먹더라도 50~70%까지 남아 있어 파괴되지 않고 섭취할 수 있다.

### 효능
본초강목(本草綱目)에는 맛이 달고, 성질은 평하며, 독은 없고 부족한 기를 보하고, 기력을 북돋우고, 비장과 위장을 튼튼하게 하며, 음신(陰腎, 생식기능)을 강하게 하고 효능은 참마와 같다고 기록되어 있다.

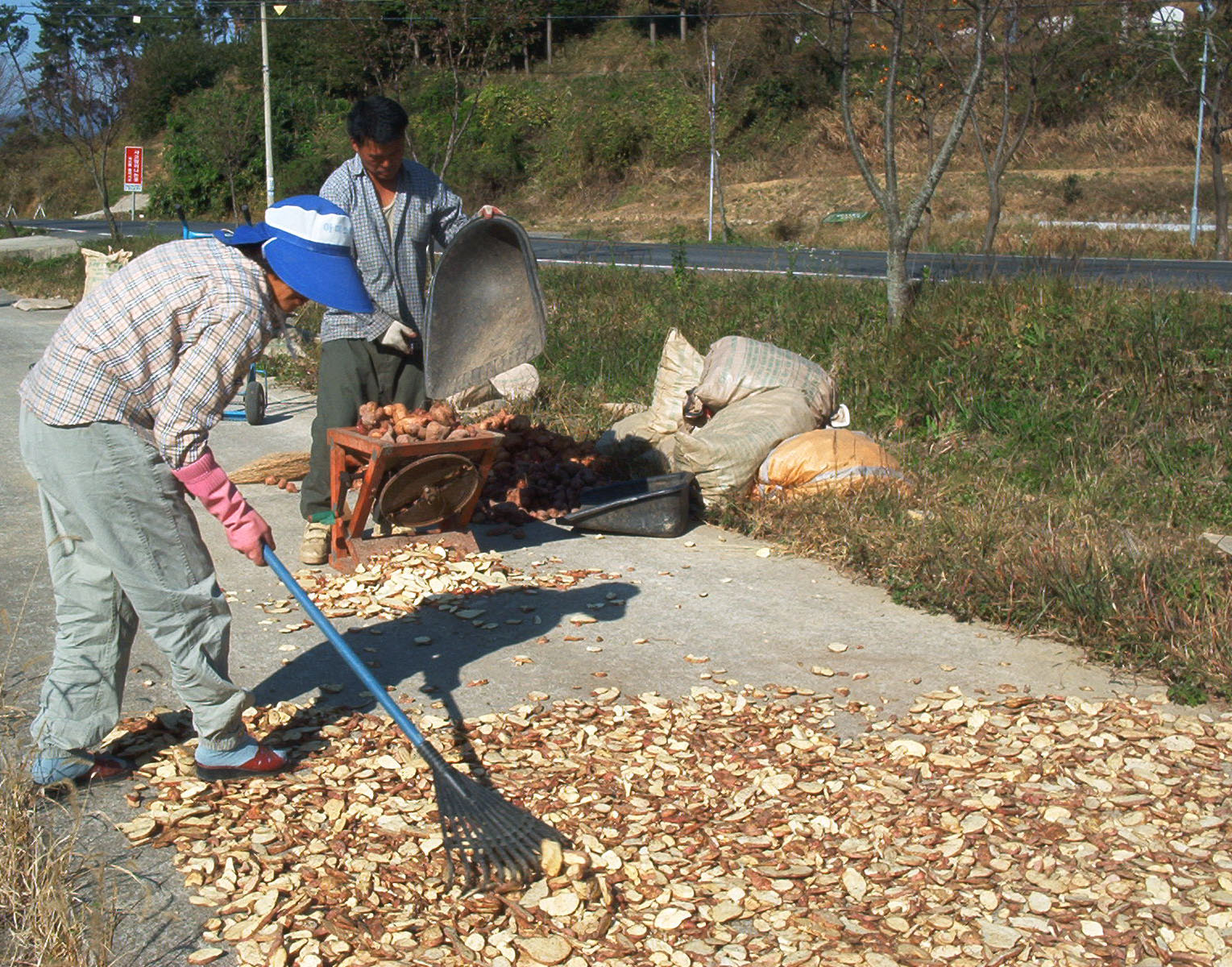
절간고구마 건조 (빼때기 만들기)

### 장점
『증보산림경제(增補山林經濟)』 권2(卷二) 감저종식법(甘藷種植法)에서 감[柹]은 7가지, 순무는 6가지 이로움이 있는데 고구마는 13가지 모두의 이로움이 있다고 했다. 이를 요약하면 좁은 땅에서 소출이 많고, 맛이 달고, 참마의 효험이 있고, 적은 종자로 수확이 많고, 생육이 강하며, 식량으로 이용하면서 재해가 적고, 그릇에 담으면 수북하고, 술로 빚을 수 있고, 가루를 내어 떡을 만들고, 날로도 먹고 익혀도 먹으며, 가뭄피해가 적고, 풀을 맬 필요가 없고, 해충의 피해가 적다는 것이다. 고구마는 다른 작물에 비해 수확량이 많고 쓰이는 곳이 넓으며, 수확후 양파, 마늘, 밀, 보리 등의 월동 가능한 작물을 심을수 있다.

### 종류
호박고구마, 밤고구마, 자색고구마, 일반고구마(흔히 군고구마용 고구마)등이 있다.

## 재배

### 재배방법
고구마는 따뜻한 기후를 좋아하는 고온 작물로 한국의 봄 날씨와는 어울리지 않는다. 자라는 데 알맞은 온도는 30-35 °C이다. 땅은 너무 습한 곳이 아니면 그다지 가리지 않으며 산성 땅에서도 비교적 잘 된다. 고구마는 싹을 길러서 심는데, 싹기르기는 온상에서 한다. 3월 중·하순에 온상을 만들고 온상의 온도가 30-35 °C가 되면 씨고구마를 묻는다. 5월 상순-중순경 싹이 30cm로 자라면 20-30cm 간격으로 꽂는다. 이때 순과 잎이 땅 위에 나오도록 심는다.
텃밭이나 주말농장을 하는 경우에는 5월초에 시중에서 판매하는 고구마 싹을 구입해 심는 것이 좋다. 6월경이 되면 줄기가 제법 자라나 뻗기 시작하는데, 비 온 뒤에 줄기를 잘라 보충용으로 쓰거나 새로운 밭에 심어도 잘 자란다. 밭은 물빠짐이 좋아야 하고 통기성이 우수해야 한다. 퇴비를 많이 넣으면 질소질이 많아져 잎과 줄기만 무성해지고 알이 들지 않는 현상이 생긴다. 두둑을 만들지 않고 심어도 고구마가 생기기는 하지만 이랑이 높은 밭보다는 크기도 작고 수량도 많지 않다.

### 병충해
습한 환경에서는 증산작용의 억제에 의한 부종에 걸리기 쉽다. 여기서 말하는 부종은 인간의 신체에서 나타나는 질병이 아닌 식물의 잎 앞 뒷면에서 나타나는 비린내 나는 고체 가루를 말한다. 부종은 습한 환경에서 살아남기 위한 고구마의 생존기작으로 보이며 악화되면 잎이 누렇게 변색된다. 다른 잎에 전염되지는 않으며 1~2일이 지나면 흰색 투명한 고체에서 검은 자국으로 변한다. 고구마를 키우다가 이러한 증상을 발견했다면 물을 덜 주거나 덜 습한 환경을 조성해야 한다.

### 수확
9월이 되면 고구마 밭두둑이 쩍쩍 갈라지는 곳이 보인다. 수확할 시기가 다가왔다는 신호로 보면 된다. 보통 9월 하순부터 10월 중하순경 서리 내리기 전에 수확하는 것이 좋다. 서리가 내리거나 지면의 온도가 10도 이하로 내려간 후 수확하면 보관성이 떨어진다. 수확시기는 아주 심은 후 120일에서 150일 사이가 적당하다. 땅 위로 뻗은 줄기를 모두 걷어내고 두둑이 노출되게 한후에 상처가 나지 않도록 주의 하며 캐낸다. 수확후 그늘에 잘 말려서 캐낼때 끍힌 자국이 아물면 자루에 담아 보관하는 것이 좋다.

### 재배지
우리나라에서는 첫서리가 9월 20일에 내리는 지역이면 안전한데, 특히 남부 지방에서 많이 재배하고 있다. 조기 재배의 경우 수확은 7월 상순에서 8월 하순 사이에 실시되며, 보통 9월 하순부터 10월 중하순경 서리 내리기 전에 수확한다. 국내 주요 생산지는 인천 강화, 경기 여주, 충남 논산, 당진, 보령, 전남 영암, 해남, 무안, 전북 익산 등이다.

## 저장 관리
고구마의 저장온도는 12∼13℃가 좋으며, 저장 중 장소를 옮겨서 온도의 변화를 주면 바로 썩는 까다로운 단점이 있다. 또한 수분과 당분이 많고 추위에 약하기 때문에 상처가 난 상태로 보관하거나 추운 곳에 두면 세포막이 파괴돼 힘이 없어지고 곰팡이가 쉽게 퍼지며 썩어버린다. 따라서 캐낸 것 중에서 저장할 것은 잘 여물고 상하지 않은 것이어야 한다. 상처가 난 고구마는 31~35℃, 습도 90%에서 5~6일간 보관하면 상처가 코르크층으로 변하여 세균의 침입을 방지하므로 저장성을 높일 수 있게 된다. 도심의 일반 가정에서는 구입후 신문지로 싸서 통풍이 잘되고 서늘한 곳에 보관하면 좋다.
통풍이 잘 되는 그늘에서 잘 건조시킨 고구마는 땅굴이나 움에 저장하거나, 사람이 사는 방 한 칸 전부 또는 일부를 이용하여 짚이나 수수깡으로 통가리를 만들어 그 안에 저장하는 것도 좋다. 생 고구마의 장기 저장은 어려움이 있으므로 찐후에 냉동보관하였다가 해동시켜서 섭취하는 것도 좋은 방법에 속한다.

## 용도
당질(糖質)을 약 25퍼센트 함유하고 있어서 식량 대용으로도 손색이 없다. 제2차 세계대전 이전에는 거의 대부분이 식용으로 소비되었다. 찌거나 굽거나 밥에 섞어서 먹기도 하고 반찬으로도 쓴다. 그 밖에 엿, 과자, 잼을 만들기도 한다. 부식용이나 삶은 고구마, 튀김, 군고구마 등 간식으로 주로 이용되며 케익이나 과자에도 이용된다. 녹말용으로 30% 정도 사용되고 엿·포도당·과자류·식용가공품·의약품·화장품 등 다방면으로 이용되고 있다.
감자와 비슷한 용도로 쓰이지만 고구마는 감자와는 달리 익히지 않고 그냥 먹어도 맛이 좋다. 익히지 않은 고구마는 대부분 익히지 않은 밤과 맛이 비슷하다. 또한, 감자의 싹이나 순은 독성이 있어 먹지 못하지만 고구마는 순이나 줄기로 김치를 담그거나 반찬으로 먹기도 한다. 특히, 여름에 얻는 고구마순으로는 김치를 담가 먹기도 한다. 피자에 무스로 사용되기도 한다. 잎과 줄기는 사료용으로도 쓰이며, 어느 것 하나도 버릴 것이 없는 작물이다.
고구마로 에탄올을 만들 수 있기 때문에 알코올·위스키· 희석식 소주 등의 주정용 원료로서도 적지 않게 사용된다. 특히 한국에서는 쌀로 소주를 빚는 것이 금지되었을 시기에 고구마로 주정을 만들어 사용하였다. 생 고구마를 납작하게 썰어 말리거나 한번 쪄서 말린 빼때기(절간고구마)를 겨우내 썩지 않게 보관했다가 가루를 내어 떡을 해먹기도 한다. 빼때기는 곶감처럼 하얀 당분(알라핀)이 배어나오고 씹을 때 구수하고 향긋한 단맛을 느낄 수 있다. 잘 만들어진 빼때기를 주정회사나 농협에 납품하기도 한다.
미국항공우주국(NASA)에서는 고구마를 우주 시대 식량 자원으로 선택하고, 우주정거장에서 고구마를 재배한다는 계획을 밝히기도 했다.

## 고구마 요리

### 구입과 손질
모양이 고르고 병충해의 흠집이 없을 것, 표면이 매끈하고 단단한 것, 진흙에서 자란 것으로 표피색이 밝고 선명한 적자색인 것이 좋다. 흙을 털어내고 깨끗이 씻은 뒤 용도에 따라 썰어 사용한다. 껍질을 깎고 바로 물에 담가 떫은 맛을 제거한후 요리하는 것이 좋다. 껍질을 벗겨서 그대로 놔두면 표면이 검게 변하는데, 엷은 설탕물에 담가 두면 색이 변하지 않는다.

### 섭취
보통 찌거나 굽거나 튀김을 하여 먹는다. 찐 고구마를 냉동시켜 장기보관하였다가 해동시켜 먹어도 맛에는 큰 변화가 없다. 식이섬유가 풍부하여 포만감을 주어 다이어트 식사에 활용 가능하나 과잉 섭취하지 않도록 주의한다. 고구마 속의 ‘아마이드’라는 성분 때문에 고구마를 먹으면 장내 미생물의 발효로 배에 가스가 차기 쉽다. 이때 동치미를 함께 먹으면 동치미 안에 들어 있는 디아스타제가 소화를 돕고, 펜틱 성분은 가스가 차는 것을 막아주기 때문에 고구마와 동치미는 음식궁합이 잘 맞는다.
섭취 시 주의할 점은, 주성분이 탄수화물로서 100g당 130kcal를 가지고 있기 때문에 비만이나 당뇨가 있는 사람이나 다이어트를 하는 사람의 경우에는 많이 먹지 않는 것이 좋다.

### 요리의 종류
- 고구마무스
- 양갱
- 고구마 맛탕
- 고구마 튀김

- 잡채
- 밀면
- 엿
- 닭갈비
- 붕어빵
- 훠궈 - 중국의 요리
- 우갈리 - 우간다의 요리
- 해선장 - 중국 조미료

### 요리 사진

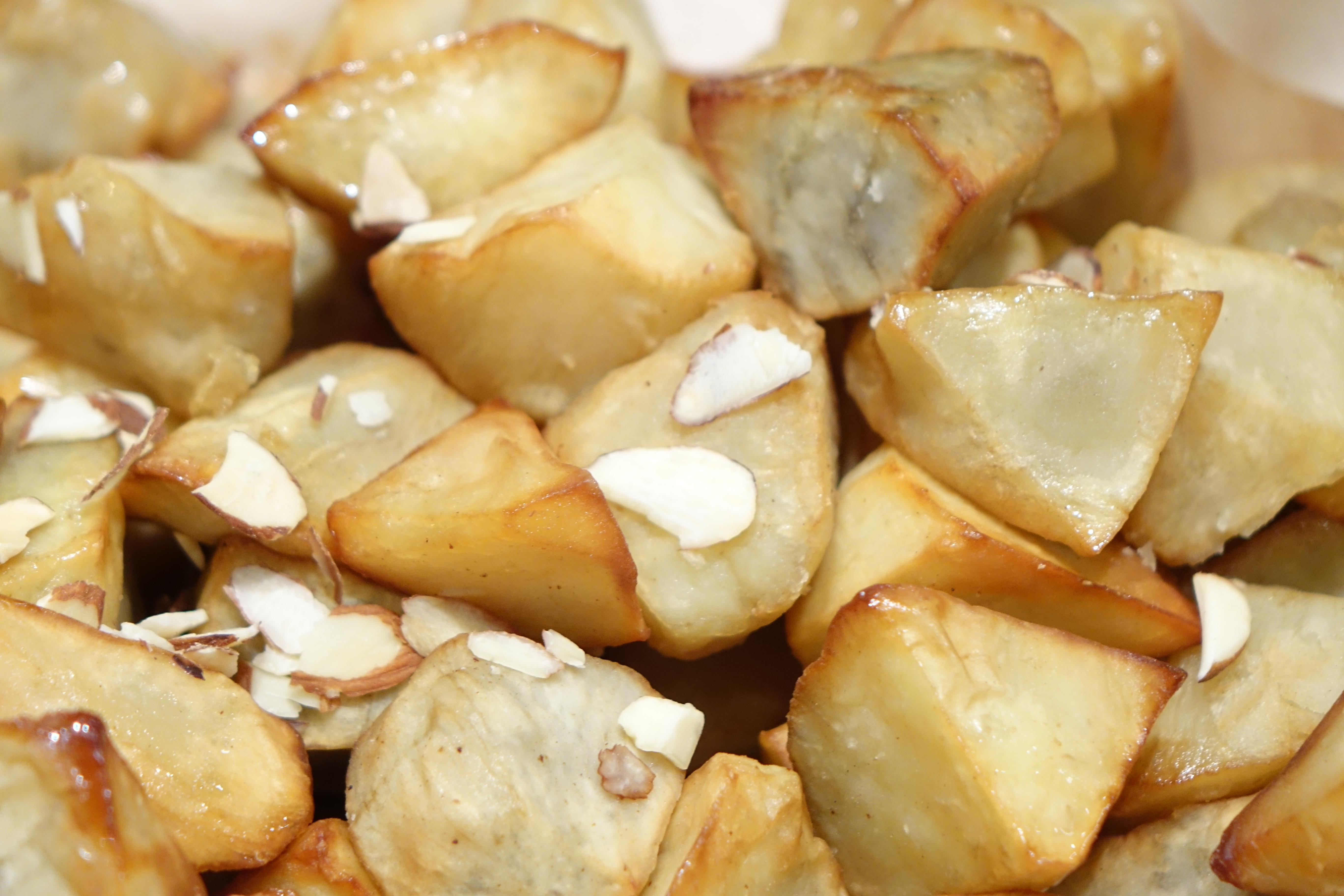
고구마 맛탕

## 같이 보기
- 감자
- 뚱딴지
- 고구마튀김

## 참고 문헌
- 이 문서에는 다음커뮤니케이션(현 카카오)에서 GFDL 또는 CC-SA 라이선스로 배포한 글로벌 세계대백과사전의 "고구마" 항목을 기초로 작성된 글이 포함되어 있습니다.